# Nymphidium ninias
Nymphidium ninias is een vlindersoort uit de familie van de prachtvlinders (Riodinidae), onderfamilie Riodininae.
Nymphidium ninias werd in 1865 beschreven door Hewitson.